# Città di Caltanissetta 2015
Il Città di Caltanissetta 2015 è stato un torneo di tennis facente parte della categoria ATP Challenger Tour nell'ambito dell'ATP Challenger Tour 2015. È stata la 17ª edizione del torneo che si è giocata a Caltanissetta in Italia dal 5 al 14 giugno 2015 su campi in terra rossa e aveva un montepremi di $64,000+H.

## Partecipanti singolare

### Teste di serie
| Nazionalità | Giocatore            | Ranking* | Testa di serie |
| ----------- | -------------------- | -------- | -------------- |
| Spagna      | Albert Ramos Viñolas | 63       | 1              |
| Italia      | Paolo Lorenzi        | 86       | 2              |
| Colombia    | Alejandro González   | 105      | 3              |
| Argentina   | Guido Pella          | 113      | 4              |
| Argentina   | Máximo González      | 114      | 5              |
| Italia      | Marco Cecchinato     | 122      | 6              |
| Stati Uniti | Bjorn Fratangelo     | 149      | 7              |
| Portogallo  | Gastão Elias         | 152      | 8              |
| Brasile     | Guilherme Clezar     | 172      | 9              |

- Ranking al 25 maggio 2015.

### Altri partecipanti
Giocatori che hanno ricevuto una wild card:
- Salvatore Caruso
- Federico Gaio
- Gianluigi Quinzi
- Stefano Travaglia

Giocatori che sono passati dalle qualificazioni:
- Nicolás Barrientos
- Quentin Halys
- Gonzalo Lama
- Juan Ignacio Londero

Giocatori che sono passati come lucky loser:
- Duilio Beretta

## Partecipanti doppio

### Teste di serie
| Nazionalità   | Giocatore       | Nazionalità | Giocatore          | Ranking* | Testa di serie |
| ------------- | --------------- | ----------- | ------------------ | -------- | -------------- |
| Germania      | Gero Kretschmer | Germania    | Alexander Satschko | 204      | 1              |
| Argentina     | Guido Andreozzi | Argentina   | Guillermo Durán    | 233      | 2              |
| Romania       | Costin Pavăl    | Romania     | Adrian Ungur       | 272      | 3              |
| Taipei cinese | Lee Hsin-han    | Italia      | Alessandro Motti   | 310      | 4              |

- Ranking al 25 maggio 2015.

### Altri partecipanti
Coppie che hanno ricevuto una wild card:
- Gianluca Quinzi /  Stefano Travaglia
- Alessio di Mauro /  Nicolò Schilirò
- Salvatore Caruso /  Federico Gaio

Coppie che hanno utilizzato la protected ranking
- James Cerretani /  Adam Hubble

## Vincitori

### Singolare
Elias Ymer ha battuto in finale  Bjorn Fratangelo con il punteggio di 6–3, 6–2

### Doppio
Guido Andreozzi /  Guillermo Durán  hanno battuto in finale  Lee Hsin-han /  Alessandro Motti con il punteggio di 6–3, 6–2